# 蒲汇塘路
蒲汇塘路是中華人民共和國上海市徐汇区一條東西走向道路。道路东起蒲东路，西至宜山路。全长791米，宽15米至19米。1957年，蒲汇塘的一部分被填埋，蒲汇塘路建成，路名得名自蒲汇塘。